# 渋谷区の町名
本項渋谷区の町名（しぶやくのちょうめい）では、東京都渋谷区に存在する、または過去に存在した町名を一覧化するとともに、明治時代初期以来の区内の町名の変遷について説明する。

## 渋谷区の前史と行政区画の移り変わり
渋谷区は、昭和7年（1932年）10月1日、従前の豊多摩郡渋谷町、千駄ヶ谷町、代々幡町（よよはたまち）の区域をもって成立した（当時は東京市の区であった）。以下、明治時代初期から渋谷区成立までの行政区画の変遷について略述する。
現在の渋谷区の区域は、かつては武蔵国豊島郡に属していた。後に渋谷区となる区域は、近世末には上渋谷村、上豊沢村、中渋谷村、中豊沢村、下渋谷村、下豊沢村、千駄ヶ谷村、穏田村、原宿村、代々木村、幡ヶ谷村の11村と麻布広尾町、渋谷広尾町、渋谷宮益町などの町に分かれていた。
慶応4年7月17日（1868年9月3日）、「江戸ヲ称シテ東京ト為スノ詔書」が発せられ、それまでの「江戸」が「東京」に改称され、東京府が設置された。以後、1889年（明治22年）に東京市が発足するまでの過渡期には、東京府の行政区画はめまぐるしく変遷し、番組制、大区小区制、15区6郡制等と呼ばれる制度が相次いで実施された。
現・渋谷区の区域については、中渋谷村、下渋谷村、下豊沢村、千駄ヶ谷村、原宿村、麻布広尾町、渋谷広尾町、渋谷宮益町は東京府に編入された。残余の上渋谷村、上豊沢村、中豊沢村、下渋谷村、下豊沢村、穏田村、代々木村、幡ヶ谷村は、武蔵知県事の支配を経て、明治2年から4年（1869 - 1871年）までは品川県に属していた。
明治4年7月（1871年8月）、廃藩置県が実施された。同年11月（1872年1月）、従来の東京府、品川県、小菅県が廃止されて、新しい東京府が設置された。同時に府内は6大区・97小区に分けられた（いわゆる大区小区制）。明治7年（1874年）3月、大区小区の区割りが見直され、あらためて11大区・103小区が設置された。後に渋谷区となる区域は、このうちの第7大区第1小区、及び第8大区第1・3小区に属していた。
その後、郡区町村編制法の施行に伴い、大区小区制は廃止され、明治11年（1878年）11月2日、東京府下に15区6郡（荏原、南豊島、北豊島、東多摩、南足立、南葛飾）が置かれた。現・渋谷区の区域は、このうちの南豊島郡の一部、及び麻布区・赤坂区の各一部にあたる。
明治22年（1889年）、市制・町村制が施行され、東京市（15区からなる）が成立、東京府下の6郡は、既存の町村が整理統合されて85町村となった。85町村のうち南豊島郡に属していたのは2町6村で、このうち現在の渋谷区の区域に該当するのは渋谷村、千駄ヶ谷村、代々幡村の3村である。これら3村は、市制町村制施行以前に存在した町村の廃置分合によって成立した。新3村と旧町村の対応関係は以下のとおりである。
- 渋谷村 - 上渋谷村、中渋谷村、下渋谷村、麻布広尾町、渋谷広尾町、渋谷上広尾町、渋谷下広尾町、渋谷宮益町、渋谷神原町、青山南町七丁目、青山北町七丁目
- 千駄ヶ谷村 - 千駄ヶ谷村、穏田村、原宿村
- 代々幡村 - 代々木村、幡ヶ谷村

### 渋谷村の成立過程
渋谷区の前身である3村のうち、渋谷村と千駄ヶ谷村の成立過程は複雑であるので、以下に別途説明する。
後に渋谷村となる地区には、近世末には上渋谷村、上豊沢村、中渋谷村、中豊沢村、下渋谷村、下豊沢村の6村と渋谷広尾町、渋谷宮益町、麻布広尾町などの町地があった（他にいくつかの小規模な町があったが、明治初期までに廃止されている）。このうち、中豊沢村は明治7年（1874年）中渋谷村に編入、上豊沢村は明治12年（1879年）上渋谷村に編入、下豊沢村は同じ明治12年、下渋谷村に編入されている。
明治3年（1870年）、渋谷広尾町が渋谷広尾町・渋谷上広尾町・渋谷下広尾町に分割。明治5年（1872年）には渋谷神原町が起立された。このほか、同じ明治5年に成立した青山北町一〜七丁目、青山南町一〜七丁目の各一部（それぞれの七丁目のみ）も後に渋谷村に編入されている。
明治11年（1878年）、東京府に15区6郡が設置された際、上渋谷村、中渋谷村、下渋谷村は南豊島郡の村となり、渋谷広尾町、渋谷上広尾町、渋谷下広尾町、麻布広尾町は麻布区（港区の前身）、渋谷宮益町、渋谷神原町、青山北町一〜七丁目、青山南町一〜七丁目は赤坂区（港区の前身）にそれぞれ所属した（渋谷神原町は明治19年、赤坂区から麻布区に編入）。
明治22年（1889年）、町村制施行に伴い、上渋谷村、中渋谷村、下渋谷村と、麻布区の一部（渋谷広尾町、渋谷上広尾町、渋谷下広尾町、麻布広尾町<一部>、渋谷神原町）、赤坂区の一部（渋谷宮益町、青山北町七丁目、青山南町七丁目）が合併して南豊島郡渋谷村が成立。旧3村と8町はそのまま渋谷村の11の大字となった。

### 千駄ヶ谷村の成立過程
後に千駄ヶ谷村となる地区には、近世末には千駄ヶ谷村、穏田村、原宿村の3村と千駄ヶ谷町、千駄ヶ谷大番町などの町地があった。
明治5年（1872年）、千駄ヶ谷町が千駄ヶ谷一〜三丁目となり、同年までに千駄ヶ谷仲町一･二丁目、千駄ヶ谷西信濃町、千駄ヶ谷甲賀町が成立した。
明治11年（1878年）、東京府に15区6郡が設置された際、千駄ヶ谷村、穏田村、原宿村は南豊島郡の村となり、千駄ヶ谷一〜三丁目、千駄ヶ谷仲町一･二丁目、千駄ヶ谷西信濃町、千駄ヶ谷甲賀町、千駄ヶ谷大番町の計8町丁は四谷区（新宿区の前身）の所属となった。ただし、これらの8町丁は翌明治12年、四谷区から千駄ヶ谷村へ編入され、町名の一部は同村の小字となり、一部は消滅した。
明治22年（1889年）、町村制施行に伴い、千駄ヶ谷村、穏田村、原宿村の3村が合併して新しい千駄ヶ谷村が成立。旧3村はそのまま新・千駄ヶ谷村の大字となった。この際、旧千駄ヶ谷村のうち字西信濃町・甲賀町・大番町・火薬庫前・川向・池尻・霞岳（かすみがおか）は分離して、再び四谷区に所属した。千駄ヶ谷村から再び四谷区へ移った地域は、かつての千駄ヶ谷一丁目、千駄ヶ谷西信濃町、千駄ヶ谷甲賀町、千駄ヶ谷大番町の区域で、現行の新宿区大京町の南部、信濃町の西部及び霞ヶ丘町に相当する。また、原宿村の飛地（字五反田）の内、北半分が赤坂区へ南半分は麻布区に編入された（現・港区南青山四丁目の一部）。
千駄ヶ谷村は明治40年（1907年）、渋谷村は明治42年（1909年）、代々幡村は大正4年（1915年）にそれぞれ町制を施行して、千駄ヶ谷町、渋谷町、代々幡町となった。

### 渋谷区成立以後
昭和7年（1932年）10月1日、東京市は周辺の5郡（荏原、北豊島、豊多摩、南足立、南葛飾）に属する82町村を編入し、いわゆる大東京市が成立した。なお、従前の6郡のうち、南豊島郡と東多摩郡が明治29年（1896年）に合併して豊多摩郡となっている。編入された82町村は20区に編成され、東京市は既存の15区と合わせ、35区から構成されることとなった。この時、千駄ヶ谷町、渋谷町、代々幡町の区域をもって渋谷区が新設された。
昭和18年（1943年）7月1日、東京府と東京市が廃止されて、新たに東京都が設置された。この時、渋谷区を含む35区は東京都直轄の区となった。昭和22年（1947年）3月15日、35区は22区（同年8月、板橋区から練馬区が分離して23区）に再編されるが、渋谷区の区域には変更はない。

## 旧町名
渋谷区では、1963年（昭和38年）から順次区内の住居表示が実施され、1970年（昭和45年）までに全域の住居表示実施が完了した。以下は、住居表示実施以前の1960年（昭和35年）現在の町名と現行町名の対照表である。
- 旧渋谷町では、渋谷区成立以前の昭和3年（1928年）に行政地名の変更を実施しており、従前の11大字が66大字に再編されている。この時成立した大字名はそのまま昭和7年成立の渋谷区の町名に引き継がれた（例:渋谷町大字宇田川→渋谷区宇田川町）。よって、これらの町（52町名66町丁）の成立年は1928年とした。
- 恵比寿地区、代々木地区、幡ヶ谷地区では、住居表示法施行に先立つ昭和35年（1960年）から町名整理が行われている。これらの町名については、別途一覧表を作成した。
- 住居表示が1月1日に施行されている場合は、その前年を旧町名の廃止年とした。

| 町名（1960年現在）   | 町成立直前の旧地名（括弧内は字名）                                                                                   | 町の成立年 | 町の廃止年                                                             | 現町名                                                                      | 備考                                                                     |
| -------------------- | --- | ---------- | ---------------------------------------------------------------------- | --------------------------------------------------------------------------- | ------------------------------------------------------------------------ |
| 神宮通一・二丁目     | 渋谷町中渋谷（宇田川）・上渋谷（町裏、豊沢、前耕地）                                                                 | 1928       | 1969                                                                   | 神宮前6、渋谷1、宇田川町、神南1                                             |                                                                          |
| 宮下町               | 渋谷町青山北町七丁目・中渋谷（宇田川）・上渋谷（町裏）                                                               | 1928       | 1966                                                                   | 神宮前6、渋谷1                                                              |                                                                          |
| 青葉町               | 渋谷町青山北町七丁目                                                                                                 | 1928       | 1966                                                                   | 神宮前5、渋谷1                                                              |                                                                          |
| 美竹町               | 渋谷町青山北町七丁目・渋谷宮益町・上渋谷（町裏）                                                                     | 1928       | 1966                                                                   | 渋谷1                                                                       |                                                                          |
| 上通一〜四丁目       | 渋谷町青山北町七丁目・渋谷宮益町・上渋谷（町裏）・下渋谷（堀之内、大和田下、宇田川、道玄坂、豊沢、神泉谷）           | 1928       | 1969                                                                   | 神宮前5、渋谷1・2・4、道玄坂1・2、円山町、宇田川町、南平台町、神南1、神泉町 |                                                                          |
| 八幡通一〜三丁目     | 渋谷町青山南町七丁目・中渋谷（並木、並木前）・下渋谷（常盤松、伊勢山、猿楽、田子免、代官山、長谷戸、槍ヶ崎）         | 1928       | 1969                                                                   | 渋谷2〜4、東1、猿楽町、鶯谷町、恵比寿西1、代官山町                          |                                                                          |
| 金王町               | 渋谷町青山南町七丁目・渋谷宮益町・中渋谷（並木、堀之内）                                                             | 1928       | 1966                                                                   | 渋谷2・3                                                                    |                                                                          |
| 並木町               | 渋谷町中渋谷（並木前、長谷戸、大和田下）                                                                             | 1928       | 1966                                                                   | 渋谷2・3                                                                    |                                                                          |
| 緑岡町               | 渋谷町青山南町七丁目・下渋谷（常盤松）                                                                               | 1928       | 1966                                                                   | 渋谷4、東4                                                                  |                                                                          |
| 常磐松町             | 渋谷町下渋谷（常盤松、伊勢山）                                                                                       | 1928       | 1966                                                                   | 東1・4、渋谷4、広尾3                                                        |                                                                          |
| 中通一〜三丁目       | 渋谷町上広尾町・下渋谷（居村、四反町、伊藤前、伊勢山）・中渋谷（並木、堀之内）                                       | 1928       | 1966                                                                   | 渋谷2・3、東1〜3、広尾1                                                     |                                                                          |
| 下通一〜五丁目       | 渋谷町渋谷上広尾町・下広尾町・麻布広尾町・下渋谷（広尾耕地、豊沢、新地、町田、居村、広尾向、四反町、長谷戸、槍ヶ崎） | 1928       | 1969                                                                   | 恵比寿1・2、広尾1･5、東3、恵比寿南1〜3、恵比寿西1                           |                                                                          |
| 氷川町               | 渋谷町下渋谷（氷川裏、伊藤前）                                                                                       | 1928       | 1966                                                                   | 東1〜3                                                                      |                                                                          |
| 若木町               | 渋谷町下渋谷（氷川裏、羽沢）                                                                                         | 1928       | 1966                                                                   | 東4、広尾3                                                                  |                                                                          |
| 羽沢町               | 渋谷町下渋谷（羽沢、笄開谷、居村、豊分）                                                                             | 1928       | 1966                                                                   | 広尾2〜4                                                                    |                                                                          |
| 宮代町               | 渋谷町下渋谷（笄開谷）                                                                                               | 1928       | 1966                                                                   | 広尾4・5                                                                    |                                                                          |
| 元広尾町             | 渋谷町下渋谷（新地）・麻布広尾町                                                                                     | 1928       | 1966                                                                   | 広尾5                                                                       |                                                                          |
| 豊分町               | 渋谷町下渋谷（新地、豊分）・渋谷下広尾町                                                                             | 1928       | 1966                                                                   | 広尾1・2・5                                                                 |                                                                          |
| 永住町               | 渋谷町下渋谷（居村、新地、豊分）･渋谷下広尾町                                                                        | 1928       | 1966                                                                   | 東3、広尾2                                                                  |                                                                          |
| 上智町               | 渋谷町下渋谷（居村）・渋谷上広尾町                                                                                   | 1928       | 1966                                                                   | 東1、広尾1                                                                  |                                                                          |
| 豊沢町               | 渋谷町下渋谷（広尾耕地、豊沢）・渋谷神原町                                                                           | 1928       | 1966                                                                   | 恵比寿2                                                                     |                                                                          |
| 新橋町               | 渋谷町下渋谷（豊沢、町田）                                                                                           | 1928       | 1966                                                                   | 恵比寿1・2                                                                  |                                                                          |
| 山下町               | 渋谷町下渋谷（町田、広尾向）                                                                                         | 1928       | 1966                                                                   | 恵比寿1                                                                     |                                                                          |
| 恵比寿通一・二丁目   | 渋谷町下渋谷（広尾耕地、豊沢、町田、伊達跡、伊達前）                                                                 | 1928       | 1965                                                                   | 恵比寿1〜4                                                                  |                                                                          |
| 伊達町               | 渋谷町下渋谷（伊達跡、伊達前）                                                                                       | 1928       | 1966                                                                   | 恵比寿3                                                                     |                                                                          |
| 景丘町               | 渋谷町下渋谷（欠塚、伊達跡、広尾向、向山）                                                                           | 1928       | 1966                                                                   | 恵比寿3・4                                                                  |                                                                          |
| 丹後町               | 渋谷町下渋谷（四反町、代官山）                                                                                       | 1928       | 1960                                                                   | 東2                                                                         | 1960年、いったん恵比寿東2丁目に変更                                      |
| 田毎町               | 渋谷町下渋谷（田子免、代官山）                                                                                       | 1928       | 1966                                                                   | 東1・2                                                                      |                                                                          |
| 公会堂通             | 渋谷町下渋谷（四反町、長谷戸、代官山）                                                                               | 1928       | 1960                                                                   | 恵比寿西1・2                                                                | 住居表示法施行以前の町名変更で消滅                                       |
| 向山町               | 渋谷町下渋谷（向山、欠塚、広尾向）                                                                                   | 1928       | 1960                                                                   | 恵比寿南1・2                                                                | 住居表示法施行以前の町名変更で消滅                                       |
| 原町                 | 渋谷町下渋谷（槍ヶ崎）                                                                                               | 1928       | 1969                                                                   | 恵比寿南2・3                                                                |                                                                          |
| 長谷戸町             | 渋谷町下渋谷（長谷戸）                                                                                               | 1928       | 1969                                                                   | 恵比寿西1、代官山町                                                         |                                                                          |
| 衆楽町               | 渋谷町下渋谷（代官山）                                                                                               | 1928       | 1969                                                                   | 恵比寿西2、代官山町                                                         |                                                                          |
| 代官山町             | 渋谷町下渋谷（代官山）                                                                                               | 1928       | 1970年住居表示、町名は存続                                             | 代官山町、恵比寿西                                                          | 1970年、八幡通2・3、衆楽町、長谷戸町の各一部を編入                       |
| 鶯谷町               | 渋谷町下渋谷（猿楽）・中渋谷（並木前、長谷戸）                                                                       | 1928       | 1970年住居表示、町名は存続                                             | 鶯谷町、南平台町、鉢山町、桜丘町                                            | 1970年、八幡通2、猿楽町の各一部を編入                                    |
| 鉢山町               | 渋谷町中渋谷（南平台、長谷戸、大和田、並木前、 大和田下）                                                            | 1928       | 1970年住居表示、町名は存続                                             | 鉢山町、猿楽町、鶯谷町                                                      | 1970年、鶯谷町、猿楽町の各一部を編入                                     |
| 猿楽町               | 渋谷町下渋谷（猿楽、槍ヶ崎）                                                                                         | 1928       | 1970年住居表示、町名は存続                                             | 猿楽町、鶯谷町、鉢山町                                                      | 1970年、鶯谷町、鉢山町、八幡通2・3、下通5の各一部を編入                  |
| 桜丘町               | 渋谷町中渋谷（南平台、長谷戸、大和田、並木前、 大和田下）                                                            | 1928       | 1970年住居表示、町名は存続                                             | 桜丘町、南平台町、道玄坂1                                                   | 1970年、大和田町、鶯谷町、南平台町の各一部を編入                         |
| 南平台町             | 渋谷町中渋谷（南平台、豊沢）                                                                                         | 1928       | 1970年住居表示、町名は存続                                             | 南平台町、桜丘町、道玄坂1                                                   | 1970年、大和田町、鶯谷町、鉢山町、桜丘町、上通4の各一部を編入            |
| 大和田町             | 渋谷町中渋谷（南平台、大和田、大和田下、道玄坂、豊沢）                                                               | 1928       | 1970                                                                   | 南平台町、桜丘町、道玄坂1・2                                                |                                                                          |
| 円山町               | 渋谷町中渋谷（神泉谷、豊沢、道玄坂）                                                                                 | 1928       | 1970年住居表示、町名は存続                                             | 円山町、神泉町、道玄坂1・2                                                  | 1970年、栄通1・2、上通3・4の各一部を編入                                 |
| 神泉町               | 渋谷町中渋谷（神泉谷、豊沢）                                                                                         | 1928       | 1970年住居表示、町名は存続                                             | 神泉町                                                                      | 1970年、円山町、栄通2、上通4の各一部を編入                               |
| 栄通一・二丁目       | 渋谷町中渋谷（宇田川、大向、大山、神泉谷、道玄坂）                                                                   | 1928       | 1969                                                                   | 松濤1・2、道玄坂2、円山町、神泉町、宇田川町                                 |                                                                          |
| 大山町               | 渋谷町中渋谷（大山、神山）                                                                                           | 1928       | 1963                                                                   | 松濤2、神山町                                                               | 現行の渋谷区大山町（旧代々木大山町）とは別の町域                         |
| 松濤町               | 渋谷町中渋谷（大山、神山、大向）                                                                                     | 1928       | 1963                                                                   | 松濤1、神山町                                                               |                                                                          |
| 神山町               | 渋谷町中渋谷（大山、神山、大向、深町）                                                                               | 1928       | 1963年住居表示、町名は存続                                             | 神山町、富ヶ谷1、神南2                                                      | 1963年、神南町、大向通、松濤町、代々木富ヶ谷町、代々木深町の各一部を編入 |
| 大向通               | 渋谷町中渋谷（神山、大向、深町）                                                                                     | 1928       | 1970                                                                   | 松濤1、神山町、宇田川町                                                     |                                                                          |
| 宇田川町             | 渋谷町上渋谷（宇田川）・中渋谷（宇田川、大向）                                                                       | 1928       | 1970年住居表示、町名は存続                                             | 宇田川町、神南1                                                             | 1970年、大向通、上通3、神宮通1、栄通1の各一部を編入                      |
| 北谷町               | 渋谷町上渋谷（豊沢、町裏）・中渋谷（宇田川）                                                                         | 1928       | 1969                                                                   | 神南1                                                                       |                                                                          |
| 竹下町               | 渋谷町上渋谷（竹下）                                                                                                 | 1928       | 1969                                                                   | 神宮前1、代々木神園町                                                       |                                                                          |
| 神園町               | 渋谷町上渋谷（大原）                                                                                                 | 1928       | 1969                                                                   | 代々木神園町                                                                |                                                                          |
| 神南町               | 渋谷町上渋谷（豊沢、宇田川、前耕地）・中渋谷（深町）                                                                 | 1928       | 1969                                                                   | 神山町、神宮前6、神南1・2、代々木神園町                                     |                                                                          |
| 穏田一〜三丁目       | 千駄ヶ谷町隠田 | 1932       | 1969                                                                   | 神宮前1・4〜6、渋谷1、神南2                                                 |                                                                          |
| 原宿一〜三丁目       | 千駄ヶ谷町原宿 | 1932       | 1967                                                                   | 神宮前1〜4、千駄ヶ谷2・3                                                    |                                                                          |
| 千駄ヶ谷一〜五丁目   | 千駄ヶ谷町千駄ヶ谷                                                                                                   | 1932       | 1958年地番整理、1968年住居表示実施、町名は存続（現在は六丁目まであり） | 千駄ヶ谷1〜5、神宮前2                                                       | 1968年原宿3、代々木山谷町、代々木外輪町の各一部を編入                    |
| 千駄ヶ谷大谷戸町     | 千駄ヶ谷町千駄ヶ谷（字大谷戸）                                                                                       | 1932       | 1967                                                                   | 千駄ヶ谷1・6                                                                |                                                                          |
| 代々木山谷町         | 代々幡村代々木（山谷）                                                                                               | 1932       | 1969                                                                   | 千駄ヶ谷3、代々木1〜5、初台1、代々木神園町                                  |                                                                          |
| 代々木初台町         | 代々幡村代々木（初台）                                                                                               | 1932       | 1961                                                                   | 初台1・2、代々木5、西原1                                                    | 住居表示法施行以前の町名変更で消滅                                       |
| 代々木西原町         | 代々幡村代々木（西原）                                                                                               | 1932       | 1963                                                                   | 西原1〜3、元代々木町、大山町                                                |                                                                          |
| 代々木本町           | 代々幡村代々木（本村）                                                                                               | 1932       | 1963                                                                   | 代々木5、初台2、元代々木町、上原1                                           |                                                                          |
| 代々木深町           | 代々幡村代々木（深町）                                                                                               | 1932       | 1969                                                                   | 代々木5、神山町、代々木神園町、神南2、富ヶ谷1                               |                                                                          |
| 代々木富ヶ谷町       | 代々幡村代々木（富ヶ谷）                                                                                             | 1932       | 1963                                                                   | 代々木5、元代々木町、富ヶ谷1・2、松濤2、神山町、上原1                       |                                                                          |
| 代々木上原町         | 代々幡村代々木（上原）                                                                                               | 1932       | 1963                                                                   | 元代々木町、西原3、上原1〜3、大山町、富ヶ谷2                                |                                                                          |
| 代々木大山町         | 代々幡村代々木（大山）                                                                                               | 1932       | 1963年住居表示、町名は大山町として存続                                 | 大山町、上原1・3、西原2                                                     | 1963年、代々木上原町、代々木西原町の各一部を編入                         |
| 代々木新町           | 代々幡村代々木（新町）                                                                                               | 1932       | 1961                                                                   | 代々木3・4、初台1、西原1・2                                                 | 住居表示法施行以前の町名変更で消滅                                       |
| 代々木外輪町         | 代々幡村代々木（外輪）                                                                                               | 1932       | 1969                                                                   | 神宮前1、千駄ヶ谷3、代々木神園町                                            |                                                                          |
| 幡ヶ谷本町一〜三丁目 | 代々幡村幡ヶ谷（本村、本村北、本村西、下町、三谷）                                                                   | 1932       | 1960                                                                   | 本町1〜6、幡ヶ谷2・3                                                        | 住居表示法施行以前の町名変更で消滅                                       |
| 幡ヶ谷原町           | 代々幡村幡ヶ谷（北原、南原）                                                                                         | 1932       | 1960                                                                   | 本町6、幡ヶ谷1〜3、笹塚2                                                    | 住居表示法施行以前の町名変更で消滅                                       |
| 幡ヶ谷中町           | 代々幡村幡ヶ谷（中幡ヶ谷）                                                                                           | 1932       | 1960                                                                   | 幡ヶ谷3、笹塚3                                                              | 住居表示法施行以前の町名変更で消滅                                       |
| 幡ヶ谷笹塚町         | 代々幡村幡ヶ谷（北笹塚、南笹塚）                                                                                     | 1932       | 1960                                                                   | 幡ヶ谷3、笹塚1〜3                                                           | 住居表示法施行以前の町名変更で消滅                                       |

以下は、1962年（昭和37年）に住居表示法が施行される以前の町名地番整理で成立した町である。これらの町の区域では、1970年（昭和45年）までにあらためて住居表示整備が行われている。住居表示整備後もおおむね従前の町名が踏襲されているが、「恵比寿東」のように短期間で廃止された町名もある。
| 町名（1961年現在） | 直前の旧町名                                                                                 | 地番整理実施年         | 住居表示実施年 | 現町名                     | 備考 |
| ------------------ | -------------------------------------------------------------------------------------------- | ---------------------- | -------------- | -------------------------- | ---- |
| 恵比寿東一・二丁目 | 山下町、景丘町、下通4、中通1、田毎町、丹後町                                                 | 1960                   | 1966           | 恵比寿1・4、東1〜3         |      |
| 恵比寿西一・二丁目 | 下通4・5、公会堂通、長谷戸町、衆楽町、代官山町                                               | 1960                   | 1970           | 恵比寿西1・2、恵比寿南1〜3 |      |
| 恵比寿南一・二丁目 | 向山町、下通4・5、原町                                                                       | 1960                   | 1969           | 恵比寿1〜3                 |      |
| 千駄ヶ谷一〜五丁目 | 千駄ヶ谷1〜5、千駄ヶ谷大谷戸町、原宿1                                                        | 1958                   | 1968           | 千駄ヶ谷1〜5               |      |
| 代々木一〜五丁目   | 千駄ヶ谷4・5、代々木山谷町、代々木新町、代々木初台町、代々木本町、代々木深町、代々木富ヶ谷町 | 1959（4・5丁目は1961） | 1969           | 代々木1〜5、代々木神園町   |      |
| 元代々木町         | 代々木本町、代々木西原町、代々木上原町、代々木富ヶ谷町                                       | 1961                   | 1969           | 元代々木町                 |      |
| 初台一・二丁目     | 代々木新町、代々木山谷町、代々木初台町、代々木本町                                           | 1961                   | 1969           | 初台1・2、代々木4          |      |
| 西原一〜三丁目     | 代々木西原町、代々木新町、代々木初台町、代々木大山町、代々木上原町                           | 1961                   | 1969           | 西原1〜3                   |      |
| 本町一〜六丁目     | 幡ヶ谷本町1〜3、幡ヶ谷原町                                                                   | 1960                   | 1968           | 本町1〜6                   |      |
| 幡ヶ谷一〜三丁目   | 幡ヶ谷本町1〜3、幡ヶ谷笹塚町、幡ヶ谷中町、幡ヶ谷原町                                         | 1960                   | 1968           | 幡ヶ谷1〜3、本町6          |      |
| 笹塚一〜三丁目     | 幡ヶ谷本町、幡ヶ谷原町、幡ヶ谷中町                                                           | 1960                   | 1968           | 笹塚1〜3                   |      |

## 現行行政地名
渋谷区では全区において住居表示の実施が完了している。以下は住居表示実施後の町名と、当該住居表示実施直前の旧町名の一覧である。旧町名の後に「（全）」と注記したもの以外は当該旧町域の一部である。
| 町名           | 町名読み             | 住居表示実施年月日 | 住居表示実施直前町名 | 備考 |
| -------------- | -------------------- | ------------------ | --- | --- |
| 上原一丁目     | うえはら             | 1963年7月1日       | 代々木本町、代々木上原町、代々木富ヶ谷町、代々木大山町                                                                     | |
| 上原二丁目     | うえはら             | 1963年7月1日       | 代々木本町、代々木上原町、代々木富ヶ谷町、代々木大山町                                                                     | |
| 上原三丁目     | うえはら             | 1963年7月1日       | 代々木本町、代々木上原町、代々木富ヶ谷町、代々木大山町                                                                     | |
| 鶯谷町         | うぐいすだにちょう   | 1970年1月1日       | 鶯谷町、猿楽町、八幡通2 | |
| 宇田川町       | うだがわちょう       | 1970年1月1日       | 大向通、宇田川町、上通3、神宮通1、栄通1                                                                                    | |
| 恵比寿一丁目   | えびす               | 1966年7月1日       | 恵比寿通1・2、新橋町、山下町、恵比寿東1・2、豊沢町、伊達町、景丘町（以上全）、下通1〜3                                     | |
| 恵比寿二丁目   | えびす               | 1966年7月1日       | 恵比寿通1・2、新橋町、山下町、恵比寿東1・2、豊沢町、伊達町、景丘町（以上全）、下通1〜3                                     | |
| 恵比寿三丁目   | えびす               | 1966年7月1日       | 恵比寿通1・2、新橋町、山下町、恵比寿東1・2、豊沢町、伊達町、景丘町（以上全）、下通1〜3                                     | |
| 恵比寿四丁目   | えびす               | 1966年7月1日       | 恵比寿通1・2、新橋町、山下町、恵比寿東1・2、豊沢町、伊達町、景丘町（以上全）、下通1〜3                                     | |
| 恵比寿西一丁目 | えびすにし           | 1970年1月1日       | 恵比寿西2（全）、恵比寿西1、下通5、長谷戸町、八幡通3、衆楽町                                                               | |
| 恵比寿西二丁目 | えびすにし           | 1970年1月1日       | 恵比寿西2（全）、恵比寿西1、下通5、長谷戸町、八幡通3、衆楽町                                                               | |
| 恵比寿南一丁目 | えびすみなみ         | 1970年1月1日       | 原町（全）、恵比寿南1・2（全）、恵比寿西1、下通5                                                                           | |
| 恵比寿南二丁目 | えびすみなみ         | 1970年1月1日       | 原町（全）、恵比寿南1・2（全）、恵比寿西1、下通5                                                                           | |
| 恵比寿南三丁目 | えびすみなみ         | 1970年1月1日       | 原町（全）、恵比寿南1・2（全）、恵比寿西1、下通5                                                                           | |
| 大山町         | おおやまちょう       | 1963年7月1日       | 代々木西原町、代々木大山町、代々木上原町                                                                                   | |
| 神山町         | かみやまちょう       | 1963年7月1日       | 神山町、神南町、大向通、松濤町、代々木富ヶ谷町、代々木深町                                                                 | |
| 桜丘町         | さくらがおかちょう   | 1970年1月1日       | 桜丘町、大和田町、鶯谷町、南平台町                                                                                         | |
| 笹塚一丁目     | ささづか             | 1968年1月1日       | 笹塚1〜3（全） | 町名成立は1960年、直前は幡ヶ谷笹塚町、幡ヶ谷原町、幡ヶ谷中町                                                               |
| 笹塚二丁目     | ささづか             | 1968年1月1日       | 笹塚1〜3（全） | 町名成立は1960年、直前は幡ヶ谷笹塚町、幡ヶ谷原町、幡ヶ谷中町                                                               |
| 笹塚三丁目     | ささづか             | 1968年1月1日       | 笹塚1〜3（全） | 町名成立は1960年、直前は幡ヶ谷笹塚町、幡ヶ谷原町、幡ヶ谷中町                                                               |
| 猿楽町         | さるがくちょう       | 1970年1月1日       | 猿楽町、鶯谷町、鉢山町、八幡通2・3、下通5staff                                                                             | |
| 渋谷一丁目     | しぶや               | 1966年4月1日       | 美竹町、並木町、金王町、上通2、中通3（以上全）、青葉町、宮下町、上通1、中通2、神宮通2、穏田2、八幡通1・2、常磐松町、緑岡町 | |
| 渋谷二丁目     | しぶや               | 1966年4月1日       | 美竹町、並木町、金王町、上通2、中通3（以上全）、青葉町、宮下町、上通1、中通2、神宮通2、穏田2、八幡通1・2、常磐松町、緑岡町 | |
| 渋谷三丁目     | しぶや               | 1966年4月1日       | 美竹町、並木町、金王町、上通2、中通3（以上全）、青葉町、宮下町、上通1、中通2、神宮通2、穏田2、八幡通1・2、常磐松町、緑岡町 | |
| 渋谷四丁目     | しぶや               | 1966年4月1日       | 美竹町、並木町、金王町、上通2、中通3（以上全）、青葉町、宮下町、上通1、中通2、神宮通2、穏田2、八幡通1・2、常磐松町、緑岡町 | |
| 松濤一丁目     | しょうとう           | 1963年7月1日       | 大山町、松濤町、大向通、栄通1・2、代々木富ヶ谷町                                                                           | |
| 松濤二丁目     | しょうとう           | 1963年7月1日       | 大山町、松濤町、大向通、栄通1・2、代々木富ヶ谷町                                                                           | |
| 神宮前一丁目   | じんぐうまえ         | 1965年3月1日       | 原宿1・2（全）、穏田1（全）、神宮通2、竹下町、穏田2・3、原宿3、千駄ヶ谷2、青葉町、上通1、宮下町、神南町                    | |
| 神宮前二丁目   | じんぐうまえ         | 1965年3月1日       | 原宿1・2（全）、穏田1（全）、神宮通2、竹下町、穏田2・3、原宿3、千駄ヶ谷2、青葉町、上通1、宮下町、神南町                    | |
| 神宮前三丁目   | じんぐうまえ         | 1965年3月1日       | 原宿1・2（全）、穏田1（全）、神宮通2、竹下町、穏田2・3、原宿3、千駄ヶ谷2、青葉町、上通1、宮下町、神南町                    | |
| 神宮前四丁目   | じんぐうまえ         | 1965年3月1日       | 原宿1・2（全）、穏田1（全）、神宮通2、竹下町、穏田2・3、原宿3、千駄ヶ谷2、青葉町、上通1、宮下町、神南町                    | |
| 神宮前五丁目   | じんぐうまえ         | 1965年3月1日       | 原宿1・2（全）、穏田1（全）、神宮通2、竹下町、穏田2・3、原宿3、千駄ヶ谷2、青葉町、上通1、宮下町、神南町                    | |
| 神宮前六丁目   | じんぐうまえ         | 1965年3月1日       | 原宿1・2（全）、穏田1（全）、神宮通2、竹下町、穏田2・3、原宿3、千駄ヶ谷2、青葉町、上通1、宮下町、神南町                    | |
| 神泉町         | しんせんちょう       | 1970年1月1日       | 神泉町（全）、円山町、上通4、栄通2                                                                                         | |
| 神南一丁目     | じんなん             | 1970年1月1日       | 北谷町（全）、上通3、神宮通1、神南町、宇田川町、代々木深町、穏田3                                                          | 住居表示実施時に富ヶ谷1の一部を編入                                                                                        |
| 神南二丁目     | じんなん             | 1970年1月1日       | 北谷町（全）、上通3、神宮通1、神南町、宇田川町、代々木深町、穏田3                                                          | 住居表示実施時に富ヶ谷1の一部を編入                                                                                        |
| 千駄ヶ谷一丁目 | せんだがや           | 1968年1月1日       | 千駄ヶ谷1・3（全）、千駄ヶ谷大谷戸町（全）、千駄ヶ谷2・4・5、原宿3、代々木外輪町                                           | |
| 千駄ヶ谷二丁目 | せんだがや           | 1968年1月1日       | 千駄ヶ谷1・3（全）、千駄ヶ谷大谷戸町（全）、千駄ヶ谷2・4・5、原宿3、代々木外輪町                                           | |
| 千駄ヶ谷三丁目 | せんだがや           | 1968年1月1日       | 千駄ヶ谷1・3（全）、千駄ヶ谷大谷戸町（全）、千駄ヶ谷2・4・5、原宿3、代々木外輪町                                           | |
| 千駄ヶ谷四丁目 | せんだがや           | 1968年1月1日       | 千駄ヶ谷1・3（全）、千駄ヶ谷大谷戸町（全）、千駄ヶ谷2・4・5、原宿3、代々木外輪町                                           | |
| 千駄ヶ谷五丁目 | せんだがや           | 1968年1月1日       | 千駄ヶ谷1・3（全）、千駄ヶ谷大谷戸町（全）、千駄ヶ谷2・4・5、原宿3、代々木外輪町                                           | |
| 千駄ヶ谷六丁目 | せんだがや           | 1968年1月1日       | 千駄ヶ谷1・3（全）、千駄ヶ谷大谷戸町（全）、千駄ヶ谷2・4・5、原宿3、代々木外輪町                                           | |
| 代官山町       | だいかんやまちょう   | 1970年1月1日       | 代官山町（全）、八幡通2・3、衆楽町、長谷戸町                                                                               | |
| 道玄坂一丁目   | どうげんざか         | 1970年1月1日       | 大和田町、上通3・4、南平台町、円山町、栄通1・2、桜丘町                                                                     | |
| 道玄坂二丁目   | どうげんざか         | 1970年1月1日       | 大和田町、上通3・4、南平台町、円山町、栄通1・2、桜丘町                                                                     | |
| 富ヶ谷一丁目   | とみがや             | 1963年7月1日       | 代々木富ヶ谷町、代々木深町、代々木上原町、神山町                                                                           | |
| 富ヶ谷二丁目   | とみがや             | 1963年7月1日       | 代々木富ヶ谷町、代々木深町、代々木上原町、神山町                                                                           | |
| 南平台町       | なんぺいだいちょう   | 1970年1月1日       | 南平台町、大和田町、上通4、鶯谷町、鉢山町、桜丘町                                                                          | |
| 西原一丁目     | にしはら             | 1969年1月1日       | 西原1〜3（全） | 町名は1960年成立、直前は代々木西原町、代々木新町、代々木初台町、代々木大山町、代々木上原町                                 |
| 西原二丁目     | にしはら             | 1969年1月1日       | 西原1〜3（全） | 町名は1960年成立、直前は代々木西原町、代々木新町、代々木初台町、代々木大山町、代々木上原町                                 |
| 西原三丁目     | にしはら             | 1969年1月1日       | 西原1〜3（全） | 町名は1960年成立、直前は代々木西原町、代々木新町、代々木初台町、代々木大山町、代々木上原町                                 |
| 幡ヶ谷一丁目   | はたがや             | 1968年1月1日       | 幡ヶ谷1・3（全）、幡ヶ谷2                                                                                                  | 町名成立は1960年、直前は幡ヶ谷本町1〜3、幡ヶ谷笹塚町、幡ヶ谷中町、幡ヶ谷原町                                               |
| 幡ヶ谷二丁目   | はたがや             | 1968年1月1日       | 幡ヶ谷1・3（全）、幡ヶ谷2                                                                                                  | 町名成立は1960年、直前は幡ヶ谷本町1〜3、幡ヶ谷笹塚町、幡ヶ谷中町、幡ヶ谷原町                                               |
| 幡ヶ谷三丁目   | はたがや             | 1968年1月1日       | 幡ヶ谷1・3（全）、幡ヶ谷2                                                                                                  | 町名成立は1960年、直前は幡ヶ谷本町1〜3、幡ヶ谷笹塚町、幡ヶ谷中町、幡ヶ谷原町                                               |
| 鉢山町         | はちやまちょう       | 1970年1月1日       | 鉢山町、鶯谷町、猿楽町 | |
| 初台一丁目     | はつだい             | 1969年1月1日       | 初台2（全）、初台1 | 町名成立は1961年、直前は代々木新町、代々木山谷町、代々木初台町、代々木本町                                                 |
| 初台二丁目     | はつだい             | 1969年1月1日       | 初台2（全）、初台1 | 町名成立は1961年、直前は代々木新町、代々木山谷町、代々木初台町、代々木本町                                                 |
| 東一丁目       | ひがし               | 1966年4月1日       | 田毎町、氷川町、若木町（以上全）、八幡通1・2、常磐松町、中通1・2、恵比寿東2、永住町、上智町、緑岡町、下通3                 | |
| 東二丁目       | ひがし               | 1966年4月1日       | 田毎町、氷川町、若木町（以上全）、八幡通1・2、常磐松町、中通1・2、恵比寿東2、永住町、上智町、緑岡町、下通3                 | |
| 東三丁目       | ひがし               | 1966年4月1日       | 田毎町、氷川町、若木町（以上全）、八幡通1・2、常磐松町、中通1・2、恵比寿東2、永住町、上智町、緑岡町、下通3                 | |
| 東四丁目       | ひがし               | 1966年4月1日       | 田毎町、氷川町、若木町（以上全）、八幡通1・2、常磐松町、中通1・2、恵比寿東2、永住町、上智町、緑岡町、下通3                 | |
| 広尾一丁目     | ひろお               | 1966年7月1日       | 元広尾町、宮代町、豊分町、羽沢町（以上全）、中通1、上智町、永住町、常磐松町、若木町、下通1〜3                              | |
| 広尾二丁目     | ひろお               | 1966年7月1日       | 元広尾町、宮代町、豊分町、羽沢町（以上全）、中通1、上智町、永住町、常磐松町、若木町、下通1〜3                              | |
| 広尾三丁目     | ひろお               | 1966年7月1日       | 元広尾町、宮代町、豊分町、羽沢町（以上全）、中通1、上智町、永住町、常磐松町、若木町、下通1〜3                              | |
| 広尾四丁目     | ひろお               | 1966年7月1日       | 元広尾町、宮代町、豊分町、羽沢町（以上全）、中通1、上智町、永住町、常磐松町、若木町、下通1〜3                              | |
| 広尾五丁目     | ひろお               | 1966年7月1日       | 元広尾町、宮代町、豊分町、羽沢町（以上全）、中通1、上智町、永住町、常磐松町、若木町、下通1〜3                              | |
| 広尾六丁目     | ひろお               | 1966年7月1日       | 元広尾町、宮代町、豊分町、羽沢町（以上全）、中通1、上智町、永住町、常磐松町、若木町、下通1〜3                              | |
| 本町一丁目     | ほんまち             | 1968年1月1日       | 本町1〜6（全）、幡ヶ谷2 | 町名成立は1960年、直前は幡ヶ谷本町1〜3、幡ヶ谷原町                                                                         |
| 本町二丁目     | ほんまち             | 1968年1月1日       | 本町1〜6（全）、幡ヶ谷2 | 町名成立は1960年、直前は幡ヶ谷本町1〜3、幡ヶ谷原町                                                                         |
| 本町三丁目     | ほんまち             | 1968年1月1日       | 本町1〜6（全）、幡ヶ谷2 | 町名成立は1960年、直前は幡ヶ谷本町1〜3、幡ヶ谷原町                                                                         |
| 本町四丁目     | ほんまち             | 1968年1月1日       | 本町1〜6（全）、幡ヶ谷2 | 町名成立は1960年、直前は幡ヶ谷本町1〜3、幡ヶ谷原町                                                                         |
| 本町五丁目     | ほんまち             | 1968年1月1日       | 本町1〜6（全）、幡ヶ谷2 | 町名成立は1960年、直前は幡ヶ谷本町1〜3、幡ヶ谷原町                                                                         |
| 本町六丁目     | ほんまち             | 1968年1月1日       | 本町1〜6（全）、幡ヶ谷2 | 町名成立は1960年、直前は幡ヶ谷本町1〜3、幡ヶ谷原町                                                                         |
| 円山町         | まるやまちょう       | 1970年1月1日       | 円山町、上通3・4、栄通1・2                                                                                                 | |
| 元代々木町     | もとよよぎちょう     | 1969年1月1日       | 元代々木町（全） | 町名成立は1961年、直前は代々木本町、代々木西原町、代々木上原町、代々木富ヶ谷町                                             |
| 代々木一丁目   | よよぎ               | 1969年1月1日       | 代々木1・2・4（全）、代々木3・5、千駄ヶ谷4・5、代々木山谷町、代々木深町、初台1                                             | 町名は1959・1961年成立、直前は千駄ヶ谷4・5、代々木山谷町、代々木新町、代々木初台町、代々木本町、代々木深町、代々木富ヶ谷町 |
| 代々木二丁目   | よよぎ               | 1969年1月1日       | 代々木1・2・4（全）、代々木3・5、千駄ヶ谷4・5、代々木山谷町、代々木深町、初台1                                             | 町名は1959・1961年成立、直前は千駄ヶ谷4・5、代々木山谷町、代々木新町、代々木初台町、代々木本町、代々木深町、代々木富ヶ谷町 |
| 代々木三丁目   | よよぎ               | 1969年1月1日       | 代々木1・2・4（全）、代々木3・5、千駄ヶ谷4・5、代々木山谷町、代々木深町、初台1                                             | 町名は1959・1961年成立、直前は千駄ヶ谷4・5、代々木山谷町、代々木新町、代々木初台町、代々木本町、代々木深町、代々木富ヶ谷町 |
| 代々木四丁目   | よよぎ               | 1969年1月1日       | 代々木1・2・4（全）、代々木3・5、千駄ヶ谷4・5、代々木山谷町、代々木深町、初台1                                             | 町名は1959・1961年成立、直前は千駄ヶ谷4・5、代々木山谷町、代々木新町、代々木初台町、代々木本町、代々木深町、代々木富ヶ谷町 |
| 代々木五丁目   | よよぎ               | 1969年1月1日       | 代々木1・2・4（全）、代々木3・5、千駄ヶ谷4・5、代々木山谷町、代々木深町、初台1                                             | 町名は1959・1961年成立、直前は千駄ヶ谷4・5、代々木山谷町、代々木新町、代々木初台町、代々木本町、代々木深町、代々木富ヶ谷町 |
| 代々木神園町   | よよぎかみぞのちょう | 1970年1月1日       | 神園町（全）、代々木外輪町、代々木山谷町、竹下町、代々木3・5、代々木深町、穏田3、神南町                                    | 住居表示実施時に富ヶ谷1の一部を編入                                                                                        |